# سیارک ۲۹۱۲۵
سیارک ۲۹۱۲۵ (به انگلیسی: 29125 Kyivphysfak، نامگذاری:1984YL1) بیست و نه هزار و صد و بیست و پنجمین سیارک کشف شده‌است که در ۱۷ دسامبر ۱۹۸۴ کشف شد.